# Le Quesnel-Aubry

Le Quesnel-Aubry este o comună în departamentul Oise, Franța. În 1 ianuarie 2022 avea o populație de 220 de locuitori.